# دستگاه در موسیقی ایرانی

روی جلد نسخهٔ انگلیسی

دستگاه در موسیقی ایرانی کتابی است از هرمز فرهت دربارهٔ ردیف موسیقی ایرانی. این کتاب، که در اصل پایان‌نامهٔ فرهت برای مدرک دکترا در رشتهٔ موسیقی بوده، به بررسی مفاهیم اساسی در ردیف می‌پردازد و سپس دستگاه‌ها و آوازهای موسیقی ایرانی را مورد تحلیل  قرار می‌دهد. کتاب به خاطر نظریه‌ای که فرهت در آن دربارهٔ فواصل رایج در موسیقی ایرانی ارائه کرده مورد توجه قرار گرفته، اما به خاطر عدولش از روش سنتی شرح ردیف مورد نقد بوده‌است.

## تاریخچه
این کتاب در واقع ماحصل تحقیقات هرمز فرهت در مقطع دکترا در رشتهٔ موسیقی‌شناسی قومی است. فرهت که در نوجوانی ایران را ترک کرده بود، ابتدا در زمینهٔ موسیقی غربی تحصیل کرد و مدرک کارشناسی ارشد در موسیقی را از دانشگاه کالیفرنیا، لس آنجلس گرفت. در سال ۱۹۵۵ وی با منتل هود، موسیقی‌دان برجستهٔ آمریکایی آشنا شد و توسط او به تحقیق در مورد موسیقی ایرانی علاقه‌مند گردید، پس در همان دانشگاه به تحصیل در مقطع دکترا ادامه داد و پایان‌نامه‌ای در مورد ردیف موسیقی ایرانی نوشت. این پایان‌نامه در سال ۱۹۶۵ (معادل ۱۳۴۴ خورشیدی) به صورت کتابی با نام انگلیسی The Dastgah Concept in Persian Music توسط انتشارات دانشگاه کمبریج منتشر شد. فرهت سپس به ایران بازگشت و از سال ۱۳۴۹ تا ۱۳۵۳ مدیر بخش موسیقی دانشگاه تهران و در سال‌های بعد، سرپرست موسیقی جشن هنر شیراز، نایب رئیس دانشگاه فارابی، استاد دانشگاه تهران بود. هرمز فرهت بعداً به اروپا مهاجرت کرد و از سال ۱۹۸۲ تا ۱۹۹۵ رئیس «دانشکده موسیقی دانشگاه دوبلین» بود. در سال ۱۳۸۰ کتاب وی با ترجمهٔ مهدی پورمحمدی به فارسی توسط انتشارات پارت منتشر شد.

## محتوا
این کتاب شامل یک مقدمه، هفده فصل، و یک مؤخره است. سه فصل اول کتاب به بررسی مفاهیم اساسی در ردیف موسیقی ایرانی (نظیر اصطلاحات رایج، فاصله‌های متداول و تاریخچهٔ ردیف) مترکز هستند. فصل‌های چهارم تا پانزدهم، به بررسی دوازده دستگاه می‌پردازند (فرهت، تعداد دستگاه‌ها بر بر خلاف آنچه در ردیف موسیقی ایرانی رایج است، نه هفت عدد بلکه دوازده عدد بر می‌شمارد). فصل شانزدهم به گوشه‌های سرگردان می‌پردازد و فصل هفدهم قالب‌های رایج موسیقی ایرانی را بررسی می‌کند.
فرهت در این کتاب، با بررسی نسخه‌های ضبط‌شدهٔ ردیف‌های مختلف، به این نتیجه می‌رسد که پنج فاصله در کوک سازهای ایرانی به کار برده می‌شوند؛ نیم‌پرده‌ای به اندازهٔ ۹۰ سنت (موسیقی)، فاصلهٔ دوم خنثی بین ۱۲۵ تا ۱۴۵ سنت، یک فاصلهٔ دوم خنثی بزرگتر با اندازهٔ ۱۵۰ تا ۱۷۰ سنت، پردهٔ کامل به اندازهٔ ۲۰۴ سنت، و یک فاصلهٔ بزرگتر از پرده به اندازهٔ ۲۷۰ سنت. کتاب فرهت به خاطر ارائهٔ نظریه‌ای که در آن فواصل مقداری ثابتی ندارند، مورد توجه قرار گرفته‌است.

## نقد
این کتاب در مجموع نقد مثبتی دریافت کرده‌است. شهاب میرزایی، از تهیه‌کنندگان بی‌بی‌سی فارسی، کتاب دستگاه در موسیقی ایرانی را «از مهمترین نوشته‌ها درباره موسیقی ایرانی به زبان انگلیسی» نامیده‌است. این کتاب همچنین از جهت تفاوت‌هایی که با تقسیم‌بندی‌های رایج ردیف دارد مورد توجه بوده‌است، از جمله این که تعداد دستگاه‌ها را نه هفت که دوازده عدد ذکر می‌کند. این اثر همچنین اولین کتابی دانسته می‌شود که مشخصات گوشه‌ها (از جمله نت شاهد، نت ایست و غیره) را ذکر کرده‌است.، و به خاطر ضمیمه‌اش که شامل ۱۴۰ نسخهٔ نت‌نویسی شده از ردیف نصرالله زرین‌پنجه (برای تار) و احمد عبادی (برای سه‌تار) می‌شد، مورد توجه قرار گرفته‌است. نظریهٔ فرهت در مورد فواصلی در موسیقی ایرانی که اندازهٔ ثابتی ندارند، نیز مورد توجه منتقدان بوده‌است. از جمله نقدهایی که به این کتاب وارد شده، وجود برخی ناهماهنگی‌ها بین تعاریفی که برای گوشه‌ها عنوان شده و چیزی که در نت‌نویسی دیده می‌شود، و تمرکز بیش از حد روی یک تقسیم‌بندی منطقی و در نتیجه عدول از برخی سنت‌ها است. همچنین، دیدگاه فرهت در خصوص افول موسیقی ایرانی پس از انقلاب اسلامی ایران، به چالش کشیده شده‌است.